# Sarpa salpa

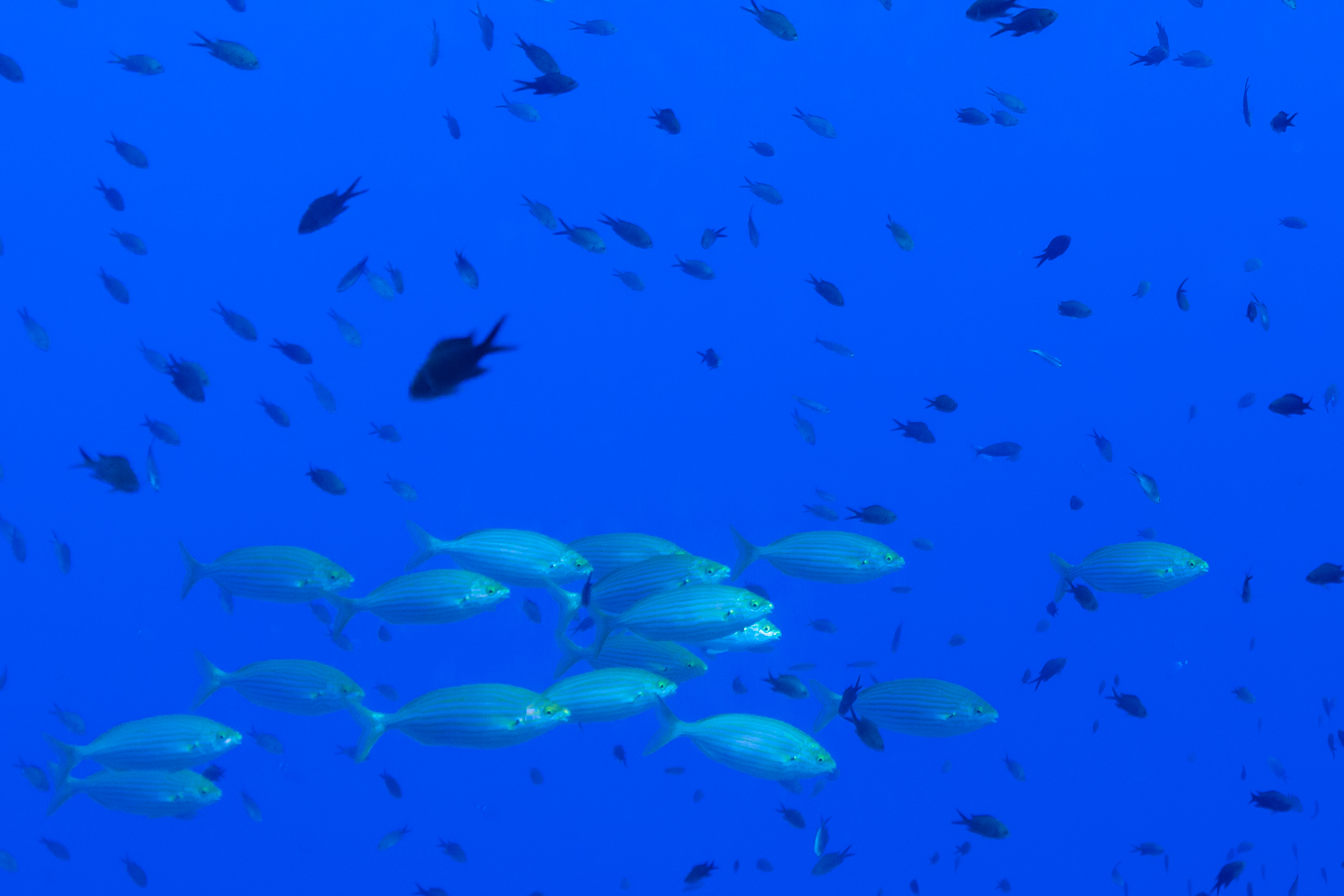
Tipico banco di salpe

Sarpa salpa (Linnaeus, 1758), conosciuta commercialmente come salpa è un pesce osseo marino appartenente alla famiglia Sparidae. È l'unica specie del genere Sarpa.

## Distribuzione e habitat
La salpa è presente in tutto il Mediterraneo, nonché nell'Atlantico orientale: dal Golfo di Biscaglia fino al Sudafrica.
Si tratta di una specie strettamente costiera che si trova dalla superficie fino (eccezionalmente) a 70 metri di profondità; normalmente non supera i 20 metri e si trova anche in acque molto basse. Popola fondali rocciosi con crescita di piante acquatiche e praterie di Posidonia oceanica.

## Descrizione
Il corpo ha la forma tipica degli Sparidae, appiattito ai lati, con dorso e ventre convessi in egual maniera. Il peduncolo caudale è sottile, la pinna caudale forcuta e con lobi appuntiti. Gli occhi sono piuttosto piccoli. La bocca è piccola, posta all'apice del muso e rivolta leggermente verso il basso, dotata di denti appuntiti utilizzati per raschiare le alghe dagli scogli. La pinna dorsale ha la parte anteriore con raggi spinosi poco robusti ed è abbastanza bassa, così come la pinna anale, che ha 3 raggi spinosi.
La colorazione è argentea con dorso grigio-azzurro, fianchi argentati attraversati orizzontalmente da 10/12 sottili strisce dorate. Una macchiolina scura è presente all'attaccatura delle pinne pettorali. Gli occhi sono dorati. La coda e le pinne sono azzurro verdastre tranne le pinne ventrali che sono trasparenti. Raggiunge una lunghezza di 50 cm e 3 kg di peso ma normalmente non supera i 30 cm per 1 kg.

## Biologia
Specie gregaria che forma fitti banchi numerosi e ben disciplinati che si muovono velocemente tra gli scogli. Questo pesce ha un nuoto molto potente che produce una vibrazione che può essere avvertita dai subacquei.

### Alimentazione
È un pesce principalmente erbivoro, apprezza in particolar modo l'alga verde Ulva lactuca o insalata di mare. Da giovane si ciba prevalentemente di anellidi, crostacei e altri invertebrati.

### Riproduzione
Ermafrodita proterandrica, la salpa nasce maschio per poi divenire femmina durante la crescita. Le uova vengono deposte in autunno.

## Pesca

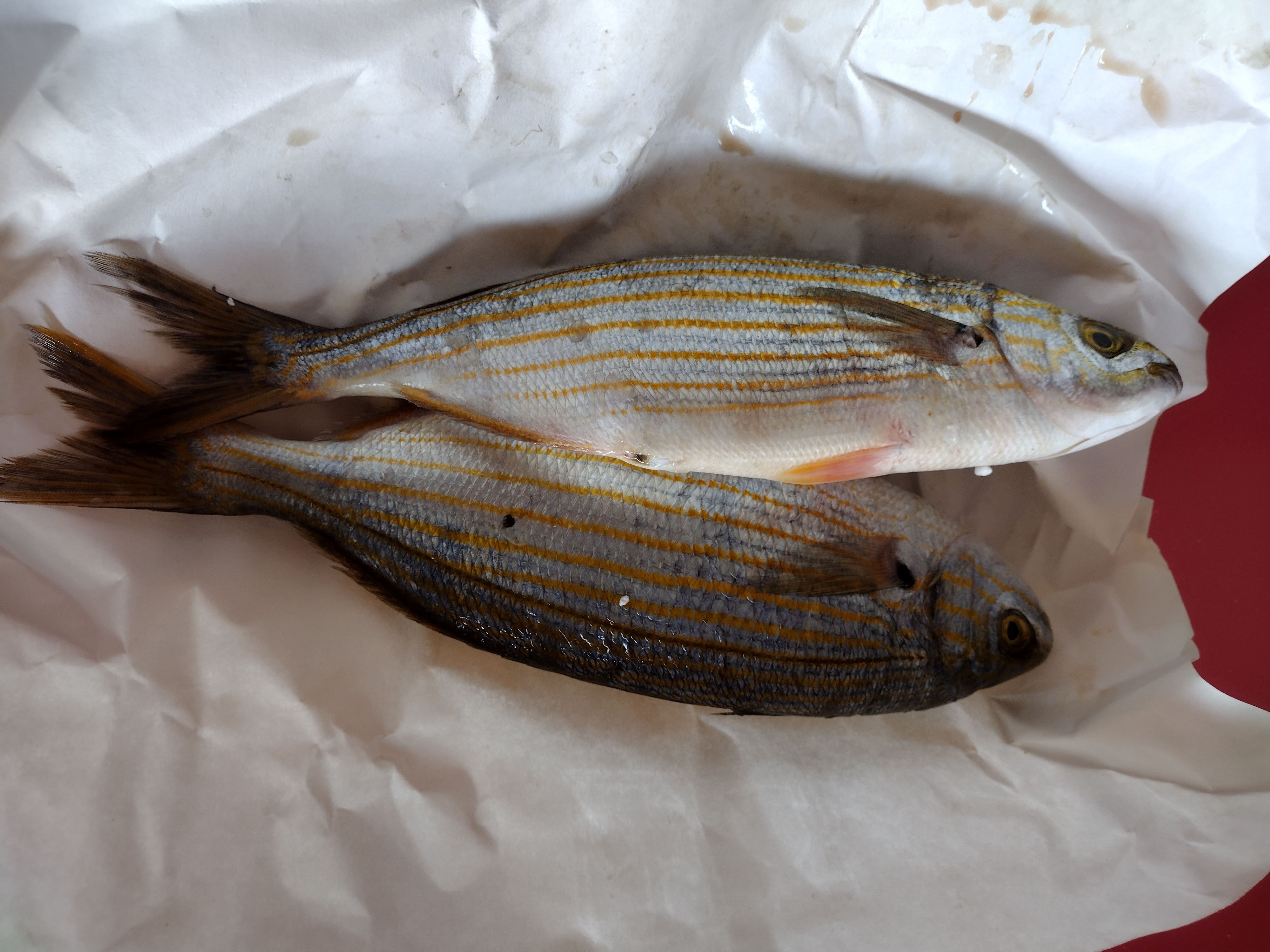
Salpe pronte per il consumo

La salpa è una cattura frequente sia per i pescatori sportivi che per i professionisti, dato che finisce spesso nelle reti da posta e nelle nasse ed abbocca con frequenza alle lenze. 
La dentatura del pesce rende la pesca complicata dato che è capace di tranciare i monofili sottili senza grossi problemi. La sua cattura è ambita dai pescatori sportivi dato che oppone una strenua resistenza ed è dotata di una notevole forza. Talvolta, approfittando del bell'aspetto del pesce, viene fraudolentemente venduta come orata sebbene l'aspetto dei due pesci sia molto diverso. I pescatori della Liguria credono che in primavera ed autunno un tipo diverso di salpa ("salpa di corsa") si riunisca in fitti banchi nei pressi delle punte della riva. Queste salpe sarebbero di forma più allungata e con il muso più appuntito ed avrebbero carni migliori delle salpe "comuni".

## Utilizzo

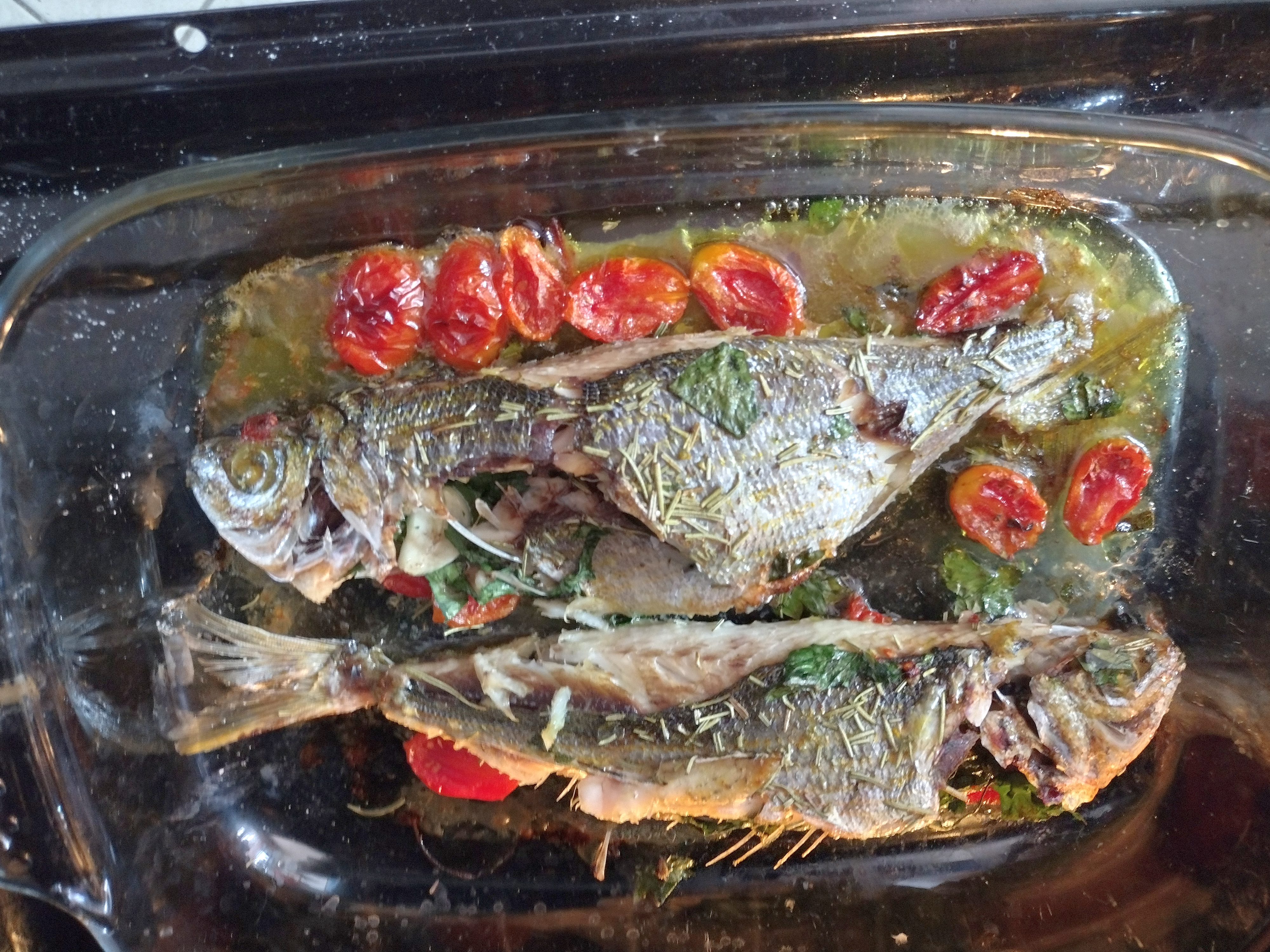
Salpe al forno

Le carni non sono di grande qualità, data l'alimentazione prettamente erbivora che spesso conferisce loro un odore spiacevole di alghe o fango. Questo può essere evitato eviscerando la salpa quanto prima possibile, prima che il contenuto intestinale vada in putrefazione. Può poi essere cucinata in vari modi, come al vapore e al forno. Il sapore della carne è gradevole e delicato. Il costo al dettaglio è relativamente contenuto, almeno rispetto a quello di altre specie più note come la spigola o l'orata.
La salpa può provocare, in chi si ciba della sua testa, effetti allucinogeni a causa della presenza di sostanze derivanti da una particolare alga della quale il pesce spesso si nutre. Il resto del corpo può essere ingerito senza che si determinino tali effetti.